# Long Island, Bahamas
Long Island är en 130 km lång och 6 km bred ö tillhörande Bahamas. Huvudort är Clarence Town, övriga orter är  Deadman's Cay, Simms, Salt Pond, Stella Maris och Scrub Hill. Deadman's Cay Airport är öns flygplats.
Ön, som korsas av Kräftans vändkrets, är ett av Bahamas administrativa distrikt och är känd som Bahamas vackraste ö.

## Historik
Ön hade ursprungligen det arawakiska namnet Yuma och döptes om till Fernandia av Christofer Columbus på hans första resa 1492. Arkeologiska utgrävningar har visat att lucayanstammen bosatte sig på ön, liksom de gjorde på de andra bahamiska öarna. Efter besegrandet av lucayanerna, som blev slavar på Hispaniola och Kuba, fanns det ingen större bosättning förrän lojalisterna kom.
Lojalisterna kom främst från New England och New Jersey och hade flytt från den amerikanska revolutionen. Flera av deras familjer bosatte sig på Long Island, några startade bomullsplantager, andra födde upp boskap och får. Plantagerna blomstrade bara några år och vid slaveriets avskaffande 1834 hade de flesta av dem gått under och övergivits. Det finns många ruiner från denna tid, de flesta är dock överväxta. Det finns också rester av några små stenhus som byggdes efter slaveriet. Ättlingarna till dessa familjer är fortfarande bosatta på Long Island, som idag har cirka 4 000 invånare.

## Ekonomi
Delar av ekonomin baseras på turism och jordbruk, men det är fisket som dominerar. Invånarna odlar ärtor, majs, bananer och ananas. De föder även upp boskap som grisar, kycklingar, getter och får, en del av det exporteras.
Turisterna kan segla, fiska, dyka, snorkla och ta igen sig på de fina stränderna. Cape Santa Maria Beach anses vara världens vackraste strand. Dean's Blue Hole är världens djupaste blå hål, 201 meter.

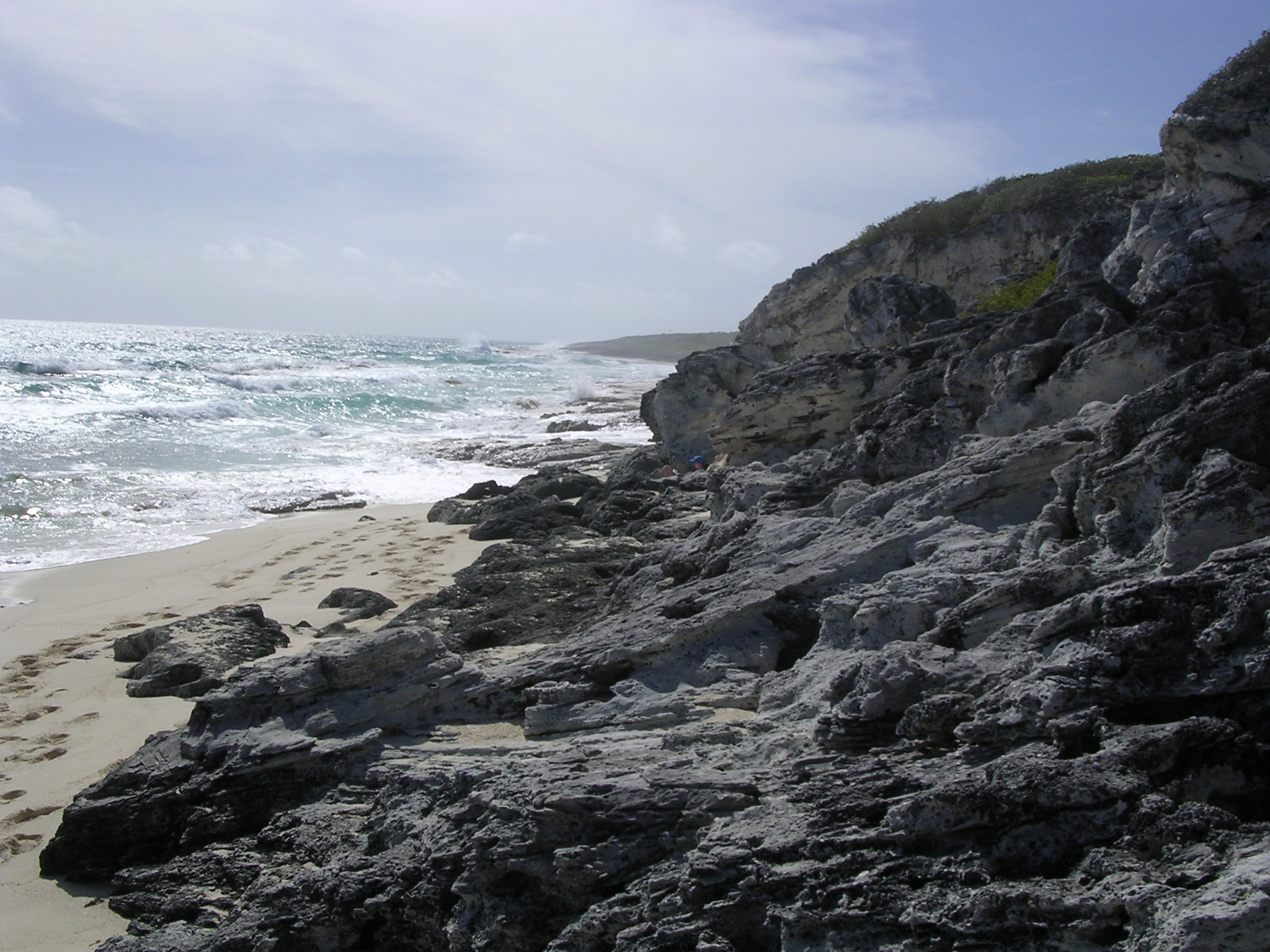
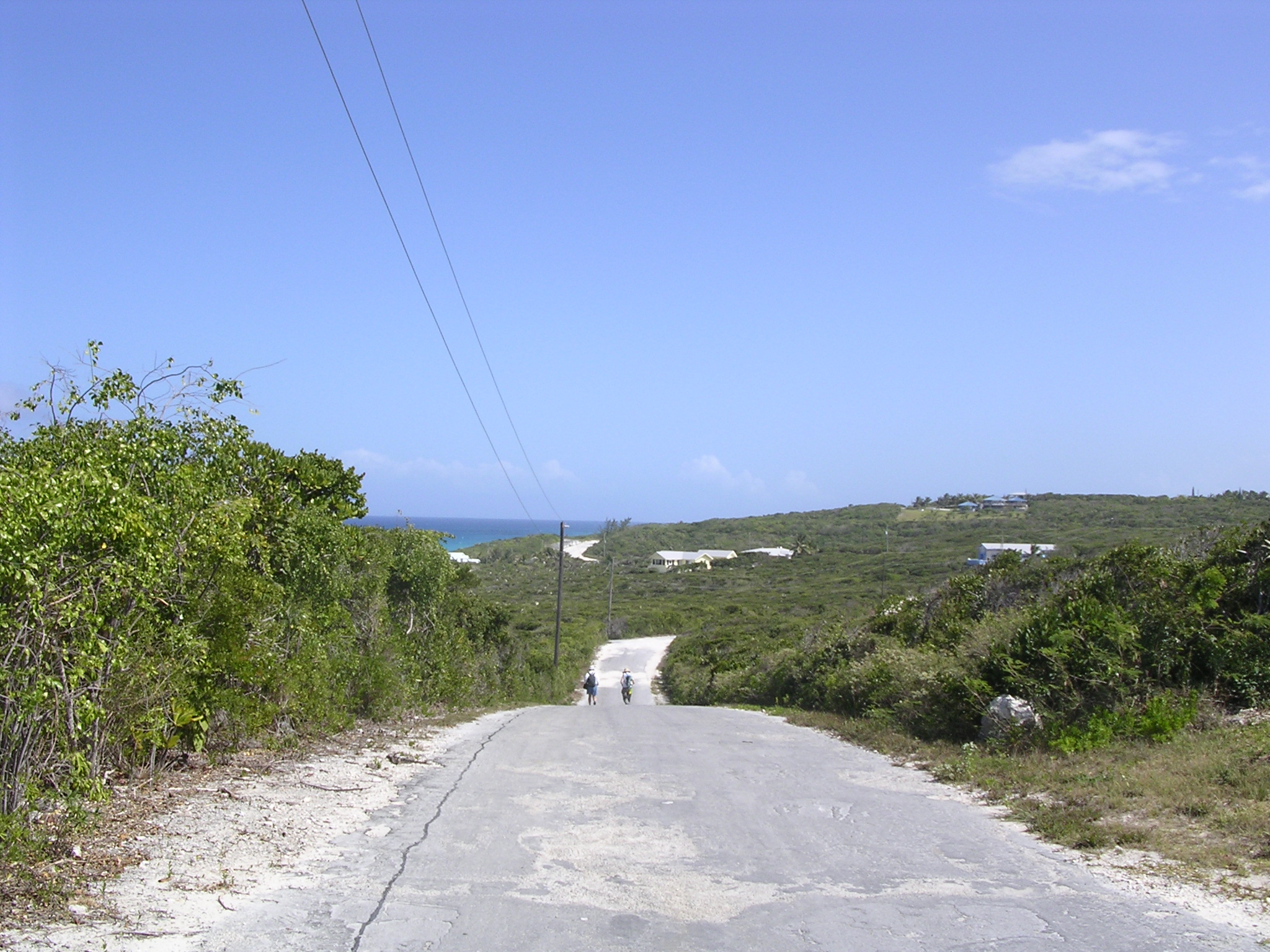
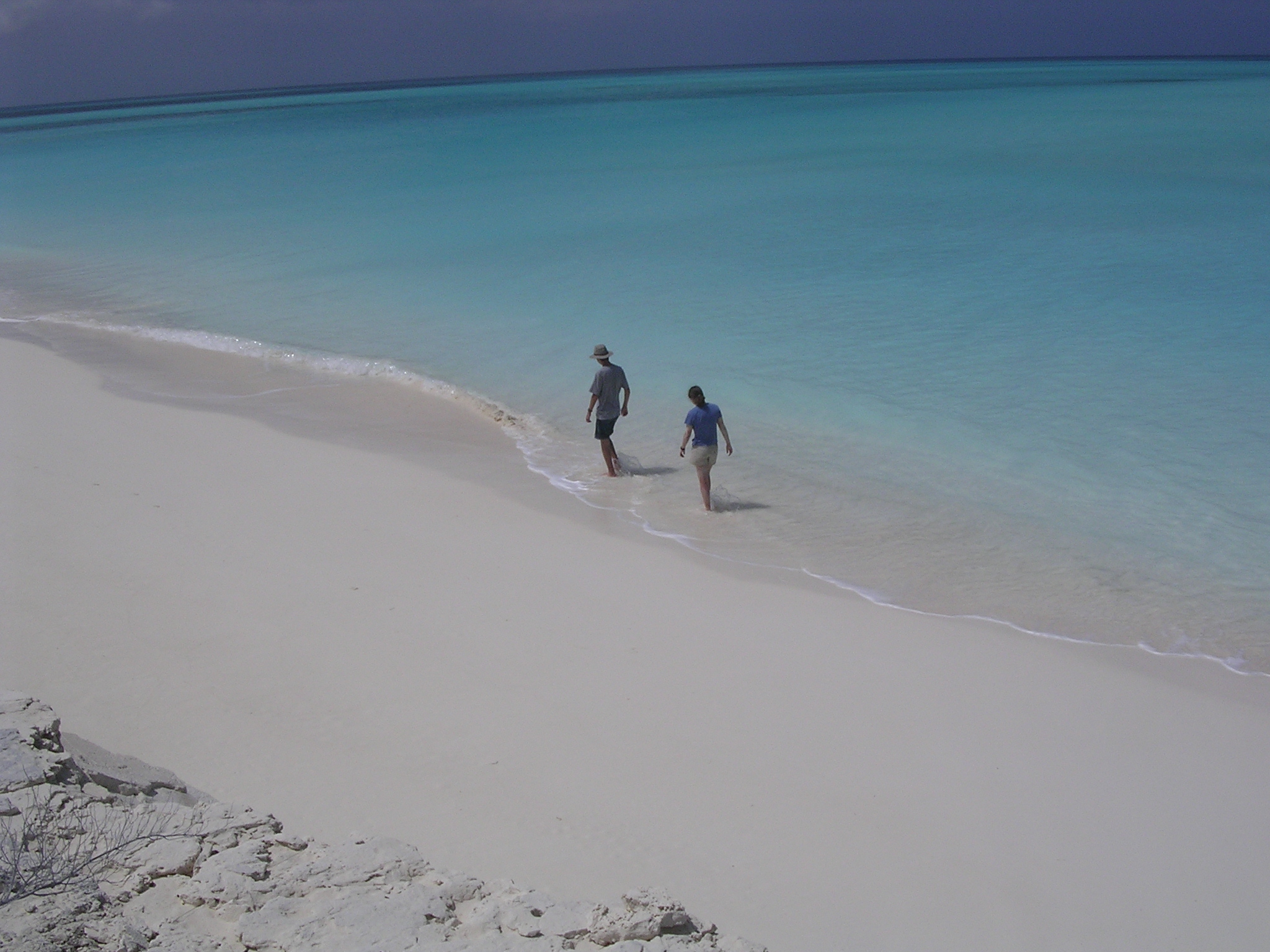
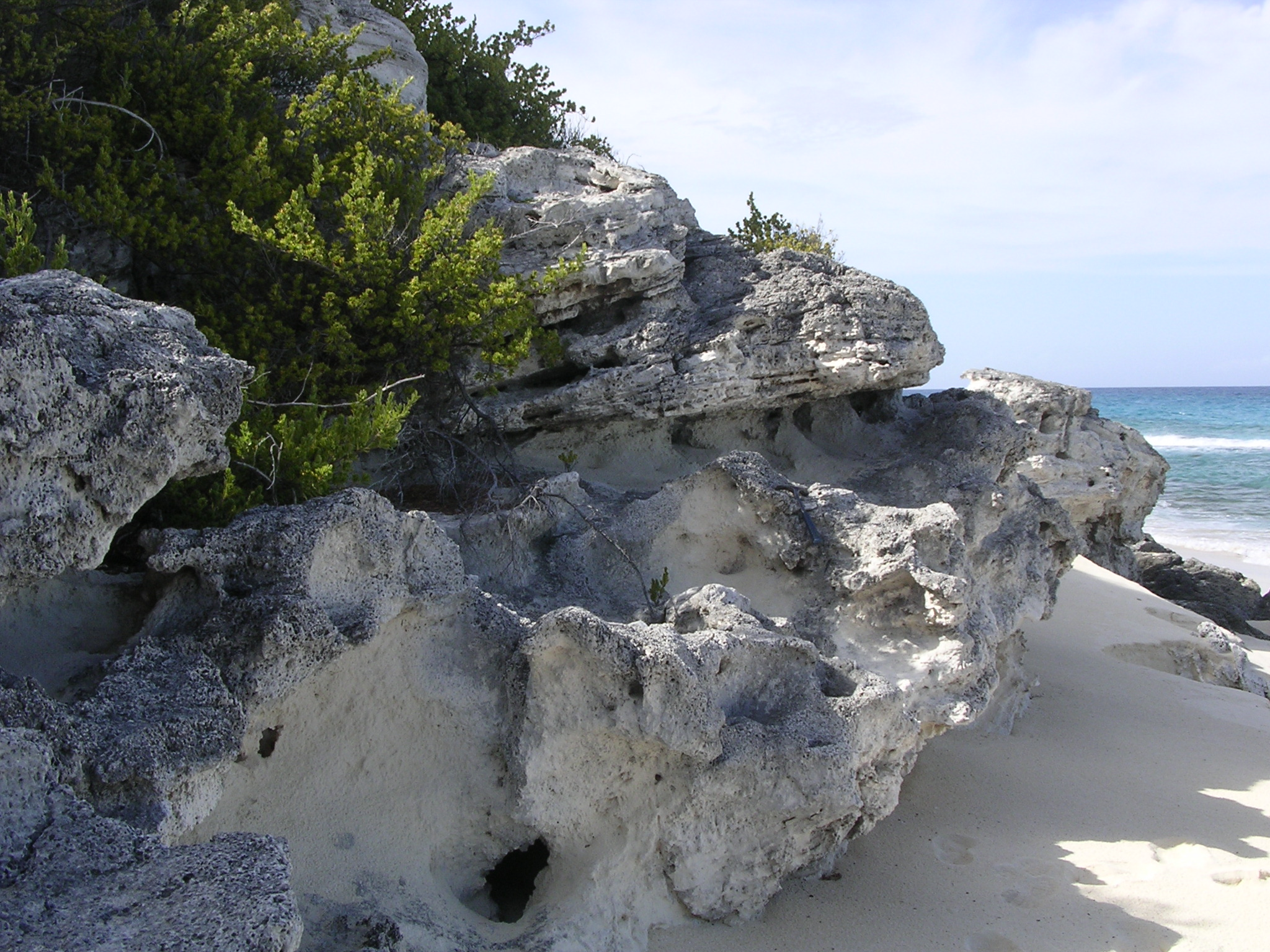
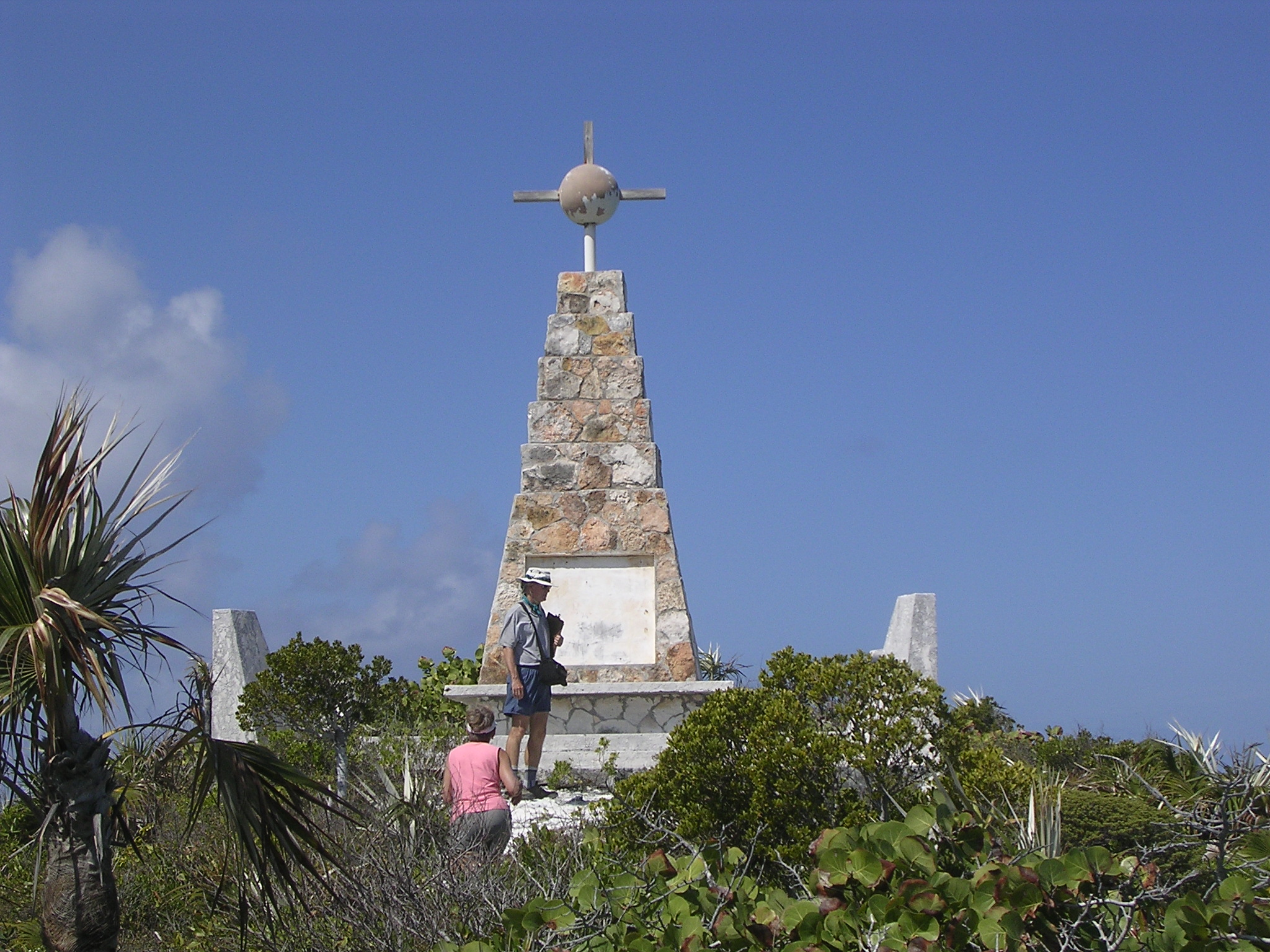